# ان‌جی‌سی ۱۴۳۶
ان‌جی‌سی ۱۴۳۶ (انگلیسی: NGC 1436). (که همچنین به نام NGC 1437 خوانده می‌شود) یک کهکشان مارپیچی میله‌ای است که تقریباً ۵۸ میلیون سال نوری از زمین فاصله دارد و در صورت فلکی جوی قرار دارد.
این کهکشان عضوی از خوشه ستاره‌ای فورناکس است.

## پیشینهٔ رصدی
این کهکشان دو بار در کاتالوگ عمومی جدید، ابتدا به عنوان (NGC 1436) و پس از آن به عنوان (NGC 1437) وارد شده‌است. جان هرشل در ۹ ژانویه ۱۸۳۶ آن را کشف کرد که آن را «بسیار درخشان و ظاهراً یک خوشه کروی» توصیف کرد. بعداً نام ان‌جی‌سی ۱۴۳۶ را دریافت کرد. همچنین توسط اخترشناس اسکاتلندی جیمز دانلوپ با بازتابنده ۹ اینچی خود در پاراماتا مشاهده شد، که آن را به عنوان «یک سحابی گرد کم نور بسیار بزرگ، با قطر حدود ۳٫۵ اینچ، با تراکم جزئی تدریجی به مرکز، در حاشیه بسیار کم رنگ» توصیف کرد. جان هرشل دوباره این شی را در ۲۸ نوامبر ۱۸۳۷ مشاهده کرد، با این تصور که کهکشانی دیگر است موقعیت دقیق آن را اندازه‌گیری کرد. به همین دلیل بعداً نام دوم را در فهرست عمومی جدید: (NGC 1437) وارد کرد.
تا همین اواخر این کهکشان اغلب NGC 1437 نامیده می‌شد، اما در منابع اخیر بیشتر و بیشتر به آن ان‌جی‌سی ۱۴۳۶ می‌گویند.